# Laódice (esposa de Ariarates VI)
Laódice foi a esposa do rei Ariarates VI da Capadócia, na época em que seu irmão Mitrídates VI do Ponto estava expandindo seu reino e conquistando os vizinhos.
Mitrídates VI do Ponto teve duas irmãs de nome Laódice, uma delas foi sua esposa, teve um filho dele em sua ausência, e tentou envenená-lo.
A outra irmã de Mitrídates foi casada com Ariarates IV, rei da Capadócia. Mitrídates assassinou Ariarates através de Górdio, e resolveu tomar o reino da sua irmã e dos seus sobrinhos. Enquanto isso, Nicomedes III, rei da Bitínia, ocupou a Capadócia, e Mitrídates, fingindo ajudar sua esposa e seus sobrinhos, expulsou Nicomedes.
Mas Laódice já tinha feito um acordo com Nicomedes, o que irritou Mitrídates, que expulsou as guarnições bitínias da Capadócia e instalou seu sobrinho, filho de Laódice, no trono. Alguns meses mais tarde, Mitrídates quis que Górdio, o assassino de Ariarates VI, retornasse à Capadócia, mas o jovem rei da Capadócia Ariarates VII, filho do rei assassinado, ficou indignado, e reuniu um exército para lutar contra Mitrídates. Mitrídates chamou o sobrinho Ariarates VII para uma conferência de paz, e o assassinou com uma arma que tinha escondido próxima da região genital.  Mitrídates colocou seu filho, Ariarates, uma criança, como rei, deixando Górdio de guardião.
Os capadócios se revoltaram, e chamaram o outro filho de Laódice e Ariarates VI, Ariarates VIII, para reinar, mas Mitrídates o derrotou, exilou, e ele morreu de doença causada pela ansiedade, no exílio.
Nicomedes III da Bitínia então enviou Laódice a Roma, para testemunhar que tinha tido não dois, mas três filhos com Ariarates VI. Mitrídates também enviou Górdio, para dizer que o rei criança, Ariarates, filho de Mitrídates, era filho de Ariarates V, que havia tombado, aliado aos romanos, lutando contra Aristônico. O senado romano, percebendo as mentiras dos dois lados, tirou a Capadócia de Mitrídates e a Paflagônia de Nicomedes, oferencendo a liberdade aos capadócios, mas estes, que queriam um rei, e o Senado escolheu Ariobarzanes.